# Габровский, Никола Христов

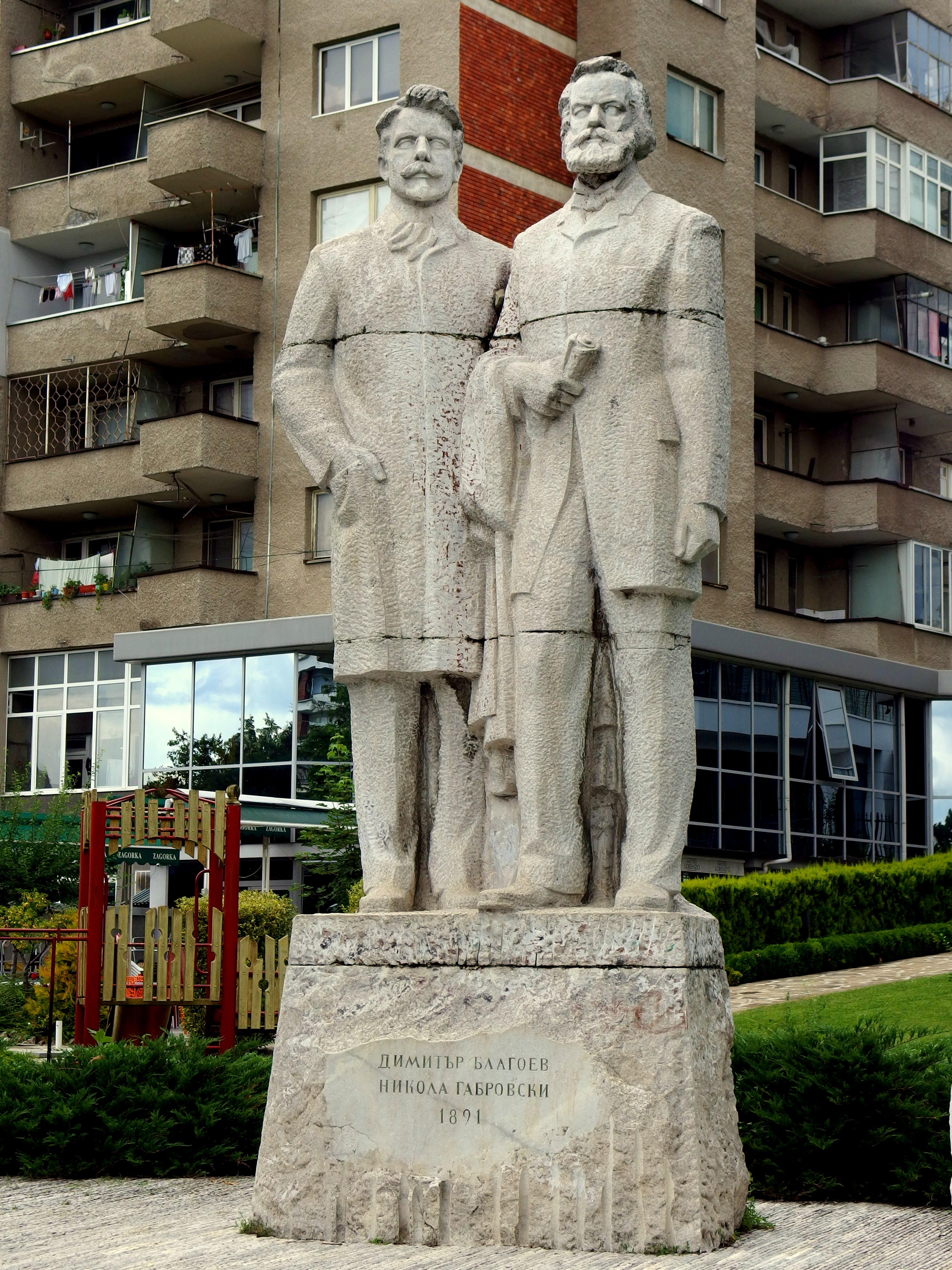
Памятник Н. Габровскому (слева) и Д. Благоеву в Велико-Тырново

Никола Христов Габровский (болг. Никола Габровски, 6 сентября 1864, Велико-Тырново — 11 июля 1925, там же) — деятель болгарского рабочего движения, публицист, переводчик.

## Биография
Изучал до 1887 года право и социальные науки в Женеве. Стал близким соратником Димитра Благоева, вместе с которым разработал программу и устав марксистской партии. Присутствовал на учредительном конгрессе Второго Интернационала (1889).
Вместе с Благоевым в 1891 основал Болгарскую социал-демократическую партию. Был членом центрального комитета партии до 1894 года.
Вместе с Д. Благоевым был участником первых съездов Болгарской социал-демократической партии (1891, 1892, 1893), членом её Общего совета, редактором издававшейся партией серии брошюр «Българска социал-демократическа библиотека» и газеты «Работник» (1892—1894). Избирался от Болгарской рабочей социал-демократической партии депутатом Народного собрания (1894—1900 и 1902—1903).
Увлечение парламентаризмом привело Габровского к тому, что при расколе на X съезде (1903) Болгарской рабочей социал-демократической партии он остался в рядах реформистской БРСДП (широких социалистов). В 1914 году перешёл в Болгарскую рабочую социал-демократическую партию (тесных социалистов).
Автор статей по вопросам болгарского рабочего и социалистического движения; переводил научную социалистическую литературу с иностранных языков (работы Жюля Геда, Августа Бебеля и других). Последние годы жизни Габровский был депутатом Народного собрания (1919—1923) от Болгарской коммунистической партии.
Убит фашистами в 1925 году во время репрессий после взрыва в соборе Святой Недели.

## Память
В городе Велико-Тырново  поставлен памятник, изображающий его вместе с Благоевым.